# Kiefer Sutherland
Kiefer William Frederick Dempsey George Rufus Sutherland (London, 1966. december 21. –) Golden Globe- és kétszeres Primetime Emmy-díjas brit születésű kanadai színész.
Legnagyobb sikerét a FOX által gyártott 24 című akciósorozat főszereplőjeként, Jack Bauerként aratta, 2001 és 2010 között.

## Fiatalkora és családja
Londonban született Donald Sutherland és Shirley Douglas kanadai színészházaspár gyermekeként. Ikertestvére Rachel. A Kiefer keresztnevet apja első filmjének rendezője, Warren Kiefer után kapta. Családja skót származású, anyai nagyapja, Tommy Douglas legendás tartományi miniszterelnök, a kanadai ingyenes egészségügyi ellátás atyja volt.
A család később kis ideig Kaliforniában élt, a szülők 1972-ben elváltak. 1975-ben ikertestvérével (az azóta televíziós produkciós vezetőként dolgozó), Rachellel és édesanyjával Torontóba költöztek.
Tizenkét évesen lenyűgözött a gitár, és arra gondoltam, hogy a zene jelentős szerepet fog játszani  az életemben. Játszottam néhány együttesben, bár nem túl jól, amikor egy este megnéztem anyámat a Nem félünk a farkastól című darabban. Az ő teljesítménye megölte bennem a dalokat. Sokszor láttam már azelőtt is színpadon, de valahogy mindig tudtam, hogy az ott az anyám, Shirley. Ám ekkor, a második felvonásban anyukám eltűnt előlem, s átváltozott Martha-vá. Miután a függöny összement, s a játék véget ért, én csak ültem egyedül az üres nézőtéren, teljesen elbűvölve. Ettől a pillanattól kezdve már csak színész akartam lenni.
Apja újabb házassága révén három féltestvére született: Rossif, Angus és Roeg.

## Színészi pályafutása

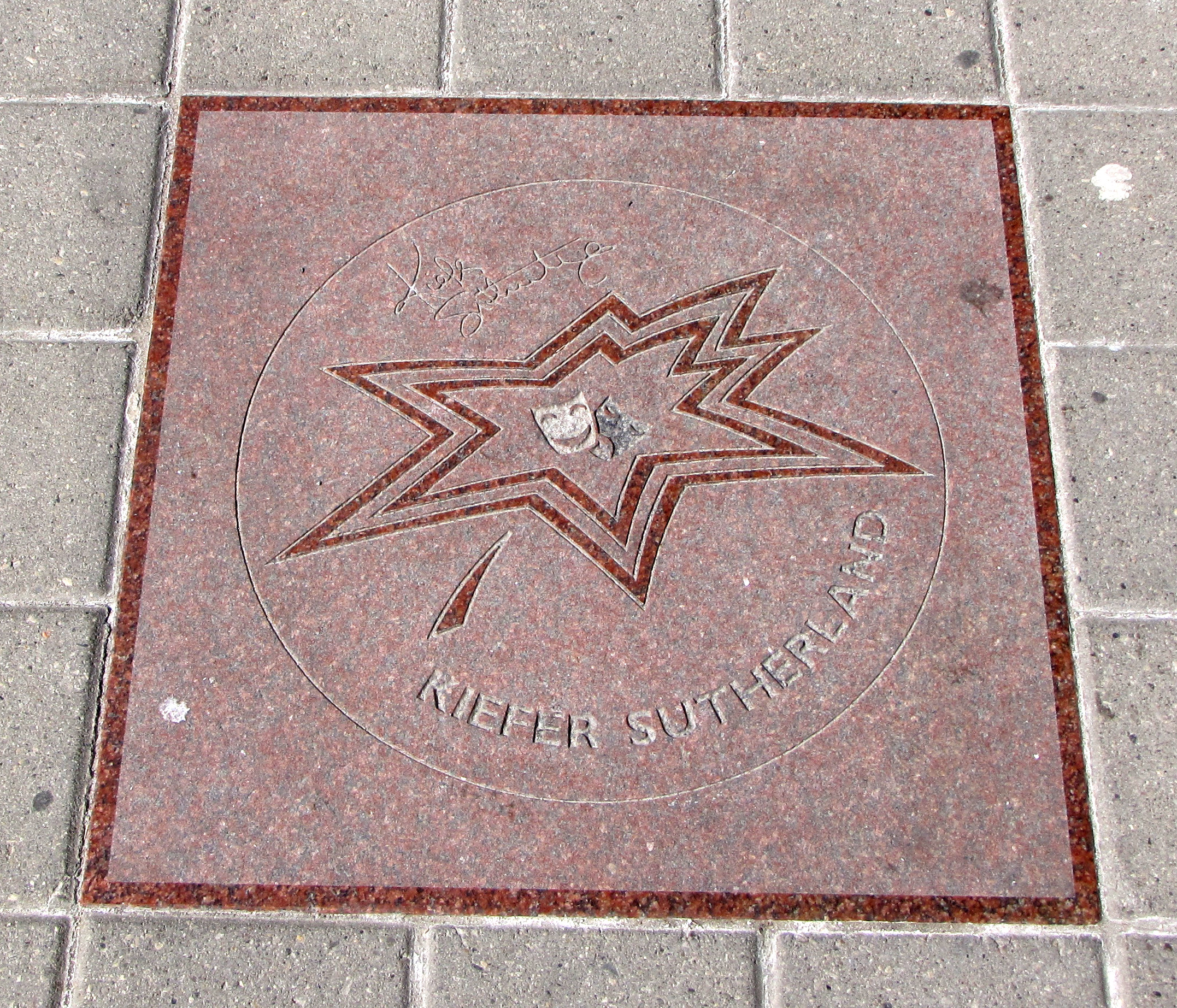
A kanadai csillag

1983-ban, tizenhét évesen kezdett filmezni és hamarosan az Amerikai Egyesült Államokba költözött: először New Yorkban próbált szerencsét, majd áttelepedett Los Angelesbe.
Első filmjét, A következő áldozat címmel még Kanadában forgatta 1983-ban, partnere Liv Ullmann volt, alakításáért a kanadai filmes díjra, a Genie Awardsra jelölték. Az Egyesült Államokban több mint 70 filmben játszott, köztük Az elveszett fiúk, a Twin Peaks: Tűz, jöjj velem, az Egy becsületbeli ügy, az Egyenesen át, a Vadnyugat fiai, a Nyom nélkül, A három testőr, a Szemet szemért, a Dark City, a Ha ölni kell, és A testőr című alkotásokban.
Adta hangját reklámokhoz, videójátékokhoz, animációs filmekhez, s rendezett is; amikor pedig rosszul ment neki, rodeózni kezdett – ezt a képességét filmjeiben is bemutatta néhány  alkalommal.
Háromszor játszottak közösen apjával, Donald Sutherlanddel: az 1983-as Gengszterpapa és az 1996-os Ha ölni kell című filmekben, valamint a (24 című sorozatot is jegyző producerek által készített) 2015-ös Hatlövetű kegyelem című westernben.

### 24
Népszerűségét a 24 című televíziós sorozatban nyújtott alakítása hozta meg igazán, Jack Bauer figurájának megformálása, majd az emellett végzett produceri munka a FOX produkciójában 2001 és 2010 közt meghatározta az életét. (S talán még tovább is, hiszen 2012-es téli TCA-turnén kiderült, hogy mozifilmmel zárják le a sikerszériát.) Nem maradt el a szakmai elismerés sem: 2002-ben elnyerte a legjobb férfi főszereplőnek járó Golden Globe-díjat a sorozatok kategóriájában, 2006-ban pedig Emmy-díjat kapott alakításáért. Ekkoriban a legjobban fizetett sorozatszínészek közé tartozott: 2008-ban 500 000 dollárt kapott epizódonként a produceri honorárium nélkül.
2008 decemberében – a kanadai Hírességek sétányán elnyert csillag után négy évvel – a Hollywood Walk of Fame csillagát is megkapta, stílszerűen a Hollywood Boulevard 7024-es szám alatt.
A 24 után sem tétlenkedett: 2011-ben a Broadway egyik színházában játszott, Brian Cox, Jim Gaffigan, Chris Noth és Jason Patric társaságában. Szintén ez év márciusában mutatták be A gyónás című 10 részes websorozatot ( Magyarországon az AXN vetítette); majd májusban a Melankóliát, Lars von Trier filmjét, mely megkapta az év Európai Filmdíját. 2012 márciusában kezdődik a FOX új sorozata, a Touch, amelynek a premierje 2012. január 25-én volt. Sutherland ebben egy bizonyos eseményeket megjósolni képes autista fiú édesapját játssza.

## Magánélete
1987-ben nősült először. Rövid házasságából 1988-ban született lánya, Sarah Jude. (mostohalánya jóvoltából pedig 40 éves korában már nagypapa lett). 1990-ben eljegyezte Julia Robertset, aki az esküvő előtt elhagyta őt. 1996-ban megkötött második házassága is zátonyra futott 1999-ben (a válást 2008-ban mondták ki hivatalosan). Hároméves együtt járás után 2011-ben szakított Siobhan Bonnouvrier-vel is, akit a sajtó találgatása szerint korábban el is jegyzett.
Érdekesség, hogy heterochromiával született, az egyik szeme kék, a másik zöld színű.

### Összeütközései a törvénnyel
Italozó életmódja miatt nemcsak a bulvársajtó állandó célkeresztjében áll, de két alkalommal a joggal is összetűzésbe került. Ittas vezetésért 2004-ben próbaidős büntetést kapott, így amikor 2007-ben újra rajtakapták, letartóztatása után 48 nap letöltendő börtönbüntetésre ítélték. A büntetést sikerült jórészt a karácsonyi szünetre időzíteni, így a 24 forgatása nem túlzottan sínylette meg a főszereplő távollétét. 2009-ben ismét közel járt a börtönhöz, amikor – szerinte lovagiasságból – lefejelt egy divattervezőt egy rendezvényen, ám ejtették a vádat ellene, mivel a sértettet sikerült anyagiakkal kárpótolni.

## Filmográfia

### Film
| Év   | Magyar cím                                                    | Eredeti cím                             | Szerep                             | Magyar hang            |
| ---- | ------------------------------------------------------------- | --------------------------------------- | ---------------------------------- | ---------------------- |
| 1983 | Gengszterpapa                                                 | Max Dugan Returns                       | Bill Costello                      |                        |
| 1985 | A következő áldozat                                           | The Bay Boy                             | Donald Campbell                    |                        |
| 1986 | Lőtávolban                                                    | At Close Range                          | Tim                                | Bartucz Attila         |
| 1986 | Állj mellém!                                                  | Stand by Me                             | John "Ace" Merrill                 | Görög László           |
| 1986 | Állj mellém!                                                  | Stand by Me                             | John "Ace" Merrill                 | Csőre Gábor            |
| 1986 | Állj mellém!                                                  | Stand by Me                             | John "Ace" Merrill                 | Gacsal Ádám            |
| 1987 | Őrült Hold                                                    | Crazy Moon                              | Brooks                             |                        |
| 1987 | Az ígéret földje                                              | Promised Land                           | Danny "Senator" Rivers             |                        |
| 1987 | Az elveszett fiúk                                             | The Lost Boys                           | David Powers                       | Alföldi Róbert         |
| 1987 | Az elveszett fiúk                                             | The Lost Boys                           | David Powers                       | Papp Dániel            |
| 1987 | A gyilkosság ideje                                            | The Killing Time                        | Idegen                             | Kerekes József         |
| 1988 | Fények, nagyváros                                             | Bright Lights, Big City                 | Tad Allagash                       | Breyer Zoltán          |
| 1988 | A vadnyugat fiai                                              | Young Guns                              | Josiah Gordon 'Doc' Scurlock       | Háda János             |
| 1988 | Ezerkilencszázhatvankilenc (1969)                             | 1969                                    | Scott Denny                        | Vári Attila            |
| 1989 | Renegátok                                                     | Renegades                               | Buster McHenry                     | Szabó Sipos Barnabás   |
| 1989 | Renegátok                                                     | Renegades                               | Buster McHenry                     | Viczián Ottó           |
| 1990 | A vadnyugat fiai 2.                                           | Young Guns II                           | Josiah Gordon 'Doc' Scurlock       | Kerekes József         |
| 1990 | Egyenesen át                                                  | Flatliners                              | Nelson Wright                      | Szabó Sipos Barnabás   |
| 1990 | Chicago Joe                                                   | Chicago Joe and the Showgirl            | Karl Hulten                        | Czvetkó Sándor         |
| 1990 | Chicago Joe                                                   | Chicago Joe and the Showgirl            | Karl Hulten                        | Szabó Sipos Barnabás   |
| 1990 | Diótörő                                                       | The Nutcracker Prince                   | Hans / Diótörő herceg (hangja)     | Lippai László          |
| 1990 | Szolid motorosok                                              | Flashback                               | Free 'John' Buckner                | Balkay Géza            |
| 1990 | Szolid motorosok                                              | Flashback                               | Free 'John' Buckner                | Fekete Ernő            |
| 1992 | A 99-es paragrafus                                            | Article 99                              | Dr. Peter Morgan                   | Háda János             |
| 1992 | Twin Peaks – Tűz, jöjj velem!                                 | Twin Peaks: Fire Walk with Me           | Sam Stanley FBI-ügynök             | Galambos Péter         |
| 1992 | Egy becsületbeli ügy                                          | A Few Good Men                          | Jonathan James Kendrick hadnagy    | Kerekes József         |
| 1993 | Nyom nélkül                                                   | The Vanishing                           | Jeff Harriman                      | Szabó Sipos Barnabás   |
| 1993 | A három testőr                                                | The Three Musketeers                    | Athos                              | Szabó Sipos Barnabás   |
| 1994 | Teresa tetoválása                                             | Teresa's Tattoo                         | rendőr útlezárásnál (cameo)        | Horányi László         |
| 1994 | Két cowboy New Yorkban                                        | The Cowboy Way                          | Sonny Gilstrap                     | Dózsa Zoltán           |
| 1996 | Szemet szemért                                                | Eye for an Eye                          | Robert Doob                        | Reisenbüchler Sándor   |
| 1996 | Szemet szemért                                                | Eye for an Eye                          | Robert Doob                        | Fekete Ernő            |
| 1996 | Ha ölni kell                                                  | A Time to Kill                          | Freddie Lee Cobb                   | Szabó Sipos Barnabás   |
| 1996 |                                                               | Armitage III: Poly-Matrix               | Ross Sylibus (angol hangja)        |                        |
| 1996 | Pokolsztráda                                                  | Freeway                                 | Bob Wolverton                      | Kálloy Molnár Péter    |
| 1996 | Frankie, a légy                                               | The Last Days of Frankie the Fly        | Joey                               | Szabó Sipos Barnabás   |
| 1997 | Bosszú és igazság Új-Mexikóban                                | Truth or Consequences, N.M.             | Curtis Freley                      | Németh Gábor           |
| 1998 | Dark City                                                     | Dark City                               | Dr. Daniel P. Schreber             | Kerekes József         |
| 1998 | A katona kedvese                                              | A Soldier's Sweetheart                  | Rat Kiley                          |                        |
| 1998 | Őrület sodrában                                               | Break Up                                | John Box                           | Dózsa Zoltán           |
| 1998 | Pánik az irányítótoronyban (Földi irányítás)                  | Ground Control                          | Jack Harris                        |                        |
| 2000 | Alice nyomában (A látnok detektív)                            | After Alice                             | Michael 'Mick' Hayden nyomozó      | Czvetkó Sándor         |
| 2000 | Beat                                                          | Beat                                    | William S. Burroughs               | Szabó Sipos Barnabás   |
| 2000 |                                                               | Woman Wanted                            | Wendell Goddard                    |                        |
| 2000 | El a kezekkel a feleségemtől                                  | Picking Up the Pieces                   | Bobo rendőr                        | Szőke-Kavinszky András |
| 2000 | Az igazi kísértés                                             | The Right Temptation                    | Michael Farrow-Smith               | Kőszegi Ákos           |
| 2001 | A bika tüze                                                   | Cowboy Up                               | Hank Braxton                       | Zámbori Soma           |
| 2001 | Soha többé háborút!                                           | To End All Wars                         | Jim Reardon hadnagy                | Selmeczi Roland        |
| 2002 | Lóhalálában                                                   | Dead Heat                               | Pally LaMarr                       | Kőszegi Ákos           |
| 2002 | Sivatagi szentek                                              | Desert Saints                           | Arthur Banks                       | Selmeczi Roland        |
| 2002 | A vörös ajtó titka                                            | Behind the Red Door                     | Roy Haddad                         | Fekete Ernő            |
| 2002 | A fülke                                                       | Phone Booth                             | hívó fél                           | Dózsa Zoltán           |
| 2003 | Őslények országa 10. – A hosszúnyakúak vándorlása             | The Land Before Time X                  | Bron (hangja)                      | Kőszegi Ákos           |
| 2003 | Meglelt éden                                                  | Paradise Found                          | Paul Gauguin                       |                        |
| 2004 | Életeken át                                                   | Taking Lives                            | Christopher Hart                   | Forgács Péter          |
| 2004 | Diliwood                                                      | Jiminy Glick in Lalawood                | önmaga (cameo)                     |                        |
| 2005 |                                                               | River Queen                             | Doyle                              |                        |
| 2006 | A testőr                                                      | The Sentinel                            | David Breckinridge                 | Szabó Sipos Barnabás   |
| 2006 | Vadkaland                                                     | The Wild                                | Samson az oroszlán (hangja)        | Szabó Sipos Barnabás   |
| 2008 | DragonLance krónikák                                          | Dragonlance: Dragons of Autumn Twilight | Raistlin Majere (hangja)           | Megyeri János          |
| 2008 | Tükrök                                                        | Mirrors                                 | Ben Carson                         | Szabó Sipos Barnabás   |
| 2009 | Szörnyek az űrlények ellen                                    | Monsters vs. Aliens                     | Warren R. Monger tábornok (hangja) | Kőszegi Ákos           |
| 2009 | Szörnyek az űrlények ellen: B.O.B. Bombajó Bulija (rövidfilm) | B.O.B's Big Break                       | Warren R. Monger tábornok (hangja) |                        |
| 2010 | 12 – A romlás napjai                                          | Twelve                                  | narrátor                           | Korbuly Péter          |
| 2010 | Marmaduke – A kutyakomédia                                    | Marmaduke                               | Bosco (hangja)                     | Kőszegi Ákos           |
| 2011 | Melankólia                                                    | Melancholia                             | John                               | Széles Tamás           |
| 2012 | Kétkedő fundamentalista                                       | The Reluctant Fundamentalist            | Jim Cross                          |                        |
| 2014 | Pompeji                                                       | Pompeii                                 | Corvus szenátor                    | Csankó Zoltán          |
| 2016 | Hatlövetű kegyelem                                            | Forsaken                                | John Henry Clayton                 | Szabó Sipos Barnabás   |
| 2016 | Zoolander 2.                                                  | Zoolander 2                             | önmaga (cameo)                     | Kőszegi Ákos           |
| 2017 |                                                               | Where Is Kyra?                          | Doug                               |                        |
| 2017 | Egyenesen át                                                  | Flatliners                              | Dr. Barry Wolfson                  | Szabó Sipos Barnabás   |
| 2022 | A bérkatona                                                   | The Contractor                          | Rusty Jennings                     | Kőszegi Ákos           |
| 2023 | Tyrone klónja                                                 | They Cloned Tyrone                      | Nixon                              | Kőszegi Ákos           |
| 2023 | Zendülés a Caine hadihajón: Hadbírósági tárgyalás             | The Caine Mutiny Court-Martial          | Phillip Queeg                      |                        |
| 2024 | Kettes számú esküdt                                           | Juror #2                                | Larry Lasker                       | Szabó Sipos Barnabás   |

### Televízió
| Év        | Magyar cím                                            | Eredeti cím                                           | Szerep                                | Megjegyzések |
| --------- | ----------------------------------------------------- | ----------------------------------------------------- | ------------------------------------- | --- |
| 1985      |                                                       | Amazing Stories                                       | statikus                              | 1 epizód |
| 1986      | Igazak társasága                                      | Brotherhood of Justice                                | Victor                                | - tévéfilm - magyar hangja: - Lippai László                                                                           |
| 1986      |                                                       | Trapped in Silence                                    | Kevin Richter                         | tévéfilm |
| 1991      | Saturday Night Live                                   | Saturday Night Live                                   | önmaga (házigazda)                    | 1 epizód |
| 1993      | Az utolsó fény                                        | Last Light                                            | Denver Bayliss                        | - tévéfilm (rendező) - magyar hangja: - Galkó Balázs                                                                  |
| 1995      | Bukott angyalok                                       | Fallen Angels                                         | Matt Cordell                          | 1 epizód (rendező) |
| 1996      |                                                       | Duke of Groove                                        | házigazda                             | rövidfilm |
| 1999      | Gesztenye, a honalapító                               | Watership Down                                        | Hickory (hangja)                      | 3 epizód |
| 1999      |                                                       | L.A. Confidential                                     | Jack Vincennes nyomozó                | sikertelen próbaepizód                                                                                                |
| 2001–2010 | 24                                                    | 24                                                    | Jack Bauer                            | - főszereplő (192 epizód) - vezető producer - magyar hangja: - Selmeczi Roland (1–3. évad) - Kőszegi Ákos (4–9. évad) |
| 2004      |                                                       | NASCAR 3D: The IMAX Experience                        | narrátor (hangja)                     | dokumentumfilm |
| 2005      | United 93 – Az utolsó repülés                         | The Flight That Fought Back                           | narrátor (hangja)                     | dokumentumfilm |
| 2006–2011 | A Simpson család                                      | The Simpsons                                          | ezredes / Jack Bauer / Wayne (hangja) | 3 epizód |
| 2006      |                                                       | I Trust You to Kill Me                                | önmaga                                | dokumentumfilm |
| 2006      | Family Guy                                            | Family Guy                                            | narrátor (hangja)                     | 1 epizód |
| 2008      |                                                       | Corner Gas                                            | önmaga                                | 1 epizód |
| 2008      | 24 – A szabadulás                                     | 24: Redemption                                        | Jack Bauer                            | - tévéfilm (vezető producer) - magyar hangja: - Kőszegi Ákos                                                          |
| 2009      | Szörnyek az űrlények ellen – A mutáns tökök inváziója | Monsters vs. Aliens: Mutant Pumpkins from Outer Space | Warren R. Monger ezredes (hangja)     | különkiadás |
| 2011      | Gyónás                                                | The Confession                                        | gyóntató                              | 10 epizód (vezető producer)                                                                                           |
| 2011      | Szörnyek az űrlények ellen: R világháború             | Night of the Living Carrots                           | Warren R. Monger ezredes (hangja)     | különkiadás |
| 2012–2013 | Érintés                                               | Touch                                                 | Martin Bohm                           | 26 epizód (vezető producer)                                                                                           |
| 2014      | 24: Élj egy új napért                                 | 24: Live Another Day                                  | Jack Bauer                            | 12 epizód (vezető producer)                                                                                           |
| 2014      | A Playhouse bemutatja: Megjelölve                     | Playhouse Presents: Marked                            | James Dempsey                         | tévéfilm |
| 2015      |                                                       | Rammstein in Amerika                                  | önmaga                                | dokumentumfilm |
| 2015      |                                                       | Keeping Canada Alive                                  | narrátor (hangja)                     | 6 epizód |
| 2016–2019 | A kijelölt túlélő                                     | Designated Survivor                                   | Thomas Kirkman elnök                  | - főszereplő - vezető producer - magyar hangja: - Csankó Zoltán                                                       |
| 2020      |                                                       | The Fugitive                                          | Clay Bryce nyomozó                    | főszereplő |
| 2020      |                                                       | Creepshow                                             | Richard Pine (hangja)                 | 1 epizód |
| 2022      | The First Lady                                        | The First Lady                                        | Franklin D. Roosevelt                 | főszereplő |
| 2023      | Rabbit Hole                                           | Rabbit Hole                                           | John Weir                             | - főszereplő - vezető producer - magyar hangja: - Szabó Sipos Barnabás                                                |